# Hans Snoekfontein

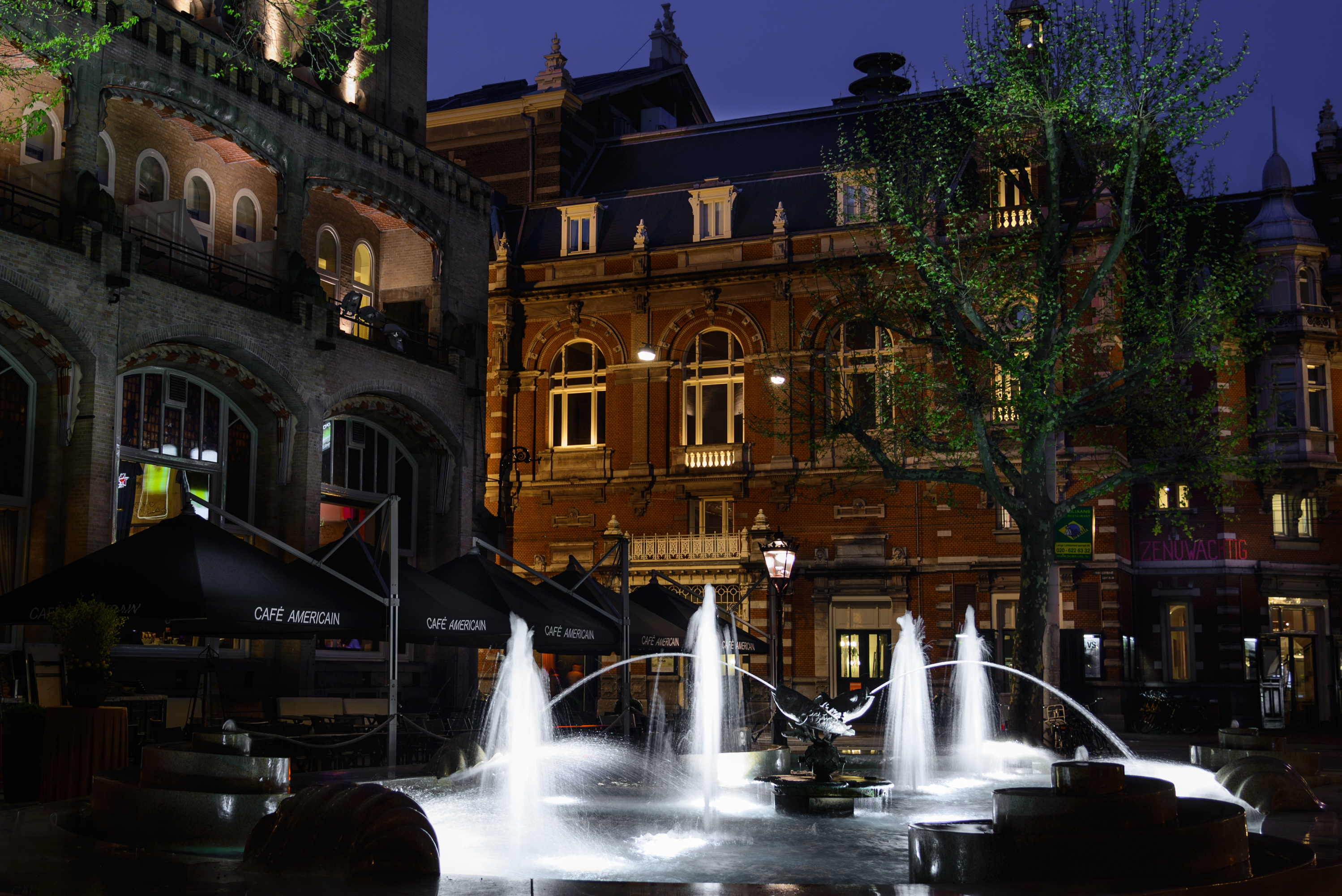
Hans Snoekfontein ‘s avonds (april 2014)

De Hans Snoekfontein is een kunstwerk in Amsterdam-Centrum.
De fontein is vernoemd naar Hans Snoek, oprichtster van het Scapino Ballet, die via een legaat financieel bijdroeg aan de bouw van de fontein en het opknappen van het plein. Andere bijdragen kwamen van American Hotel en Holland Casino. Het geheel werd op 12 juni 2006 onthuld.
Sinds 1962 spoot een fontein met bijnaam Leidseplein-vissen naar ontwerp van Gerarda Rueter water in en uit een bassin aan het deel van het Leidseplein dat voor het hotel ligt. Water stroomde uit onder andere twee vissen. Hans Snoek uitte samen met haar man regisseur Erik de Vries in 2001 de wens, dat er een fontein met meer allure kwam. Ze overleden echter in de jaren daarop.
De twee vissen van Rueter kregen bij de vernieuwing een nieuw bassin. Uit het bassin spuiten diverse spuwers waarbij een lijnenspel ontstaat, horizontaal, verticaal en diagonaal. Vier spuwers spuiten water omhoog; de twee snoeken van Rueter spuiten diagonaal; de sokkel daarvan horizontaal, vier waterstralen komen uit wat op grote slakkenhuizen lijken en vier stralen komen uit Botticelli-schelpen. Het bassin meet ongeveer 20 bij 10 meter in ovale vorm en heeft 1 miljoen euro gekost. Het nieuwe ontwerp kwam van landschapsarchitect Eriq Nijhuis van Gelder, werkend bij Stadsdeel Centrum. Hij ontwierp een bassin van Chinees geel graniet, materiaal dat ook terug te vinden is in de bouwconstructie van het American Hotel. Tegelijkertijd werden vier kroonlantaarns geplaatst, gefinancierd door stichting Heijmeijer van Heemstede, welke toen een nieuwe kleur kroon meekregen (blauw in plaats van rood).
De fontein overleefde een nieuwe inrichting van dit deel van het plein in de periode 2016-2019.